# فرودگاه سخسمیته/ختر
فرودگاه سخسمیته/ختر (به انگلیسی: Sexsmith/Exeter Airport) یک فرودگاه خصوصی است که یک باند فرود چمن و برف دارد و طول باند آن ۹۴۵ متر است. این فرودگاه در کشور کانادا قرار دارد و در ارتفاع ۲۶۱ متری از سطح دریا واقع شده است.